# اندرو آر لیدل
 اندرو آر لیدل (انگلیسی: Andrew R. Liddle؛ زاده ۹ ژوئن ۱۹۶۵) یک اخترفیزیکدان اهل بریتانیا است.